# NRJ Music Awards 2022
 (novembre 2022).
NRJ Music Awards 2022 est la 24e édition des NRJ Music Awards qui a eu lieu le 18 novembre 2022 au palais des festivals et des congrès de Cannes, retransmise en direct sur TF1 et en simultané sur NRJ et présentée par Camille Combal.

## Tournage

### Lieu
Cette édition se tient dans son lieu habituel de tournage, à savoir le palais des festivals et des congrès de Cannes.

### Production et organisation
La cérémonie est, cette année, exceptionnellement présentée par Camille Combal, à la suite d'une blessure de Nikos Aliagas lors d'un prime time de Star Academy, alors qu'il devait présenter les NRJ Music Awards pour la quatorzième fois consécutive.

## Nouveautés et modalités de vote
Les nommés ont été annoncés le 10 octobre 2022. Le public peut ainsi voter pour son/ses artiste(s) ou titre(s) préféré(s) entre le 12 octobre 2022 et, pour la première fois, jusqu'au jour de la cérémonie le 18 novembre 2022, via le site internet nrj.fr. Il n'est possible de voter, dans chaque catégorie, qu'une seule fois par jour.
De nouvelles catégories font leur apparition :
- L'ancienne catégorie Clip de l'année est scindée en deux nouvelles catégories : Clip international de l'année et Clip francophone de l'année, pour valoriser à part entière les clips français et internationaux[5] ;
- La catégorie Social Hit permet de récompenser des artistes ou titres émergents via les nouveaux médias digitaux[6][source secondaire souhaitée] ;
- La catégorie Reprise / adaptation permet de récompenser des titres repris d'anciens artistes[6][source secondaire souhaitée] ;
- La catégorie Tournée francophone de l'année permet de récompenser des artistes francophones ayant effectué une tournée en France pendant l'année[6][source secondaire souhaitée].

## Performances et artistes présents

### Performances en direct
- Si vous ne connaissez pas le sujet, laissez ce bandeau (vous pouvez alors contacter les auteurs).
- Si vous supprimez le contenu mis en cause (vous pouvez préalablement contacter les auteurs),

argumentez précisément cette suppression dans la page de discussion
(un manque de référence n'est pas un argument ; une recherche réelle de référence doit avoir été effectuée, être formellement documentée).
Plusieurs artistes se succèdent sur scène pour chanter un ou plusieurs de leurs tubes. Ci-dessous la liste par ordre chronologique de la soirée :
| Artiste(s)    | Artiste(s)    | Artiste(s)                       | Chanson(s)                  |
| ------------- | ------------- | -------------------------------- | --------------------------- |
| Angèle        | Angèle        | Angèle                           | Amour, Haine et Danger      |
| Orelsan       | Orelsan       | Orelsan                          | La Quête                    |
| Clara Luciani | Clara Luciani | Clara Luciani                    | Coeur                       |
|               |               | Bigflo & Oli                     | Coup de vieux               |
|               |               | Lujipeka                         | Poupée russe                |
|               |               | Adé                              | Tout savoir                 |
|               |               | Lizzo                            | 2 Be Loved                  |
|               |               | Ava Max                          | Million Dollar Baby         |
|               |               | Stromae                          | La solassitude              |
|               |               | Amir                             | Ce soir                     |
|               |               | Pierre de Maere                  | Un jour je marierai un ange |
|               |               | Yanns                            | Clic clic pan pan           |
|               |               | Bebe Rexha                       | I'm Good (Blue)             |
|               |               | Aya Nakamura feat. Damso         | Dégaine                     |
|               |               | Slimane                          | La recette                  |
|               |               | Rosalía                          | Despechá                    |
|               |               | Gayle                            | ABCDEFU                     |
|               |               | Yungblud feat. Louane            | Tissues                     |
|               |               | M. Pokora                        | Qui on est                  |
|               | Shouse        | Soprano et Gradur                | Venga Mi                    |
|               |               | Mentissa                         | Et bam                      |
|               |               | Adèle Castillon                  | Impala                      |
|               |               | Kendji Girac et Juliette Armanet | Eva                         |
|               |               | Izïa                             | Mon cœur                    |
| Shouse        | Shouse        | Soolking                         | Suavamente                  |
|               |               | Keen'V                           | Outété                      |
|               |               | Juliette Armanet                 | La flamme                   |

### Artistes présents
Ci-après, la liste des artistes francophones ayant confirmé leur présence à la cérémonie :
- 47Ter
- Adé
- Amir
- Angèle
- Alonzo
- Adèle Castillon
- Aya Nakamura
- Bigflo & Oli
- Bilal Hassani
- Boris Way
- Clara Luciani
- Damso
- DJ Kayz
- Feder
- Gradur
- Hamza
- Keblack
- Keen'V
- Kendji Girac
- Juliette Armanet
- Jenifer
- Izïa
- Louane
- Lujipeka
- Mentissa
- M. Pokora
- Naps
- Naza
- Orelsan (en duplex depuis Zénith Nantes Metropole)
- Ofenbach
- Pierre de Maere
- Renaud
- Santa
- SCH
- Stromae (en duplex depuis Vancouver)
- Slimane
- Soprano
- Soolking
- Sound Of Legend
- The Avener
- Yanns
- Zeg P

Ci-après, la liste des artistes internationaux ayant confirmé leur présence à la cérémonie : 
- Ava Max
- Bebe Rexha
- Billy Crawford
- Fireboy DML
- Gayle
- Lizzo (en duplex de Los Angeles)
- Rosalía (en duplex de Los Angeles)
- Yungblud

## Palmarès
Ci-après, les lauréats et nommés cette année :
| Catégorie                                  | Lauréat(e)      | Lauréat(e)      | Lauréat(e)      | Lauréat(e)                                      | Nommés | Remettant(s)                       |
| ------------------------------------------ | --------------- | --------------- | --------------- | ----------------------------------------------- | --- | ---------------------------------- |
| Artiste féminine francophone de l'année    |                 |                 |                 | Angèle                                          | - Amel Bent - Aya Nakamura - Clara Luciani - Camélia Jordana - Izïa - Juliette Armanet | Yanis Marshall                     |
| Artiste féminine internationale de l'année | Lady Gaga       | Lady Gaga       | Lady Gaga       | Lady Gaga                                       | - Adele - Anitta - Ava Max - Beyoncé - / Camila Cabello - Lizzo - Shakira | Bilal Hassani                      |
| Artiste masculin francophone de l'année    | Orelsan         | Orelsan         | Orelsan         | Orelsan                                         | - Amir - Keen'V - Kendji Girac - M. Pokora - Slimane - Soprano - Stromae - Tayc | The Avener                         |
| Artiste masculin international de l'année  | Ed Sheeran      | Ed Sheeran      | Ed Sheeran      | Ed Sheeran                                      | - David Guetta - Farruko - Harry Styles - Lil Nas X - The Weeknd | Santa (Hyphen Hyphen) et Amir      |
| Révélation francophone de l'année          | Lujipeka        | Lujipeka        | Lujipeka        | Lujipeka                                        | - Adé - Adèle Castillon - Mentissa - Pierre de Maere - Yanns | Louis Daubé et Angèle              |
| Révélation belge de l'année                | Pierre de Maere | Pierre de Maere | Pierre de Maere | Pierre de Maere                                 | - Rori - Jérémie Makiese - Mentissa - Berre | Non remis au cours de la cérémonie |
| Révélation internationale de l'année       | Sofia Carson    | Sofia Carson    | Sofia Carson    | Sofia Carson                                    | - Burna Boy - Dermot Kennedy - Gayle - Rema - Rosalía - Yungblud | Manu Levy et Billy Crawford        |
| Groupe/duo francophone de l'année          | Bigflo et Oli   | Bigflo et Oli   | Bigflo et Oli   | Bigflo & Oli                                    | - 47Ter - Indochine - Louise Attaque - Terrenoire | Eva Longoria                       |
| Groupe/duo international de l'année        | Imagine Dragons | Imagine Dragons | Imagine Dragons | Imagine Dragons                                 | - Black Eyed Peas - Blackpink - Coldplay - Muse - Måneskin - OneRepublic | Clara Luciani                      |
| Chanson francophone de l'année             | M. Pokora       | M. Pokora       | M. Pokora       | Qui on est de M. Pokora                         | - Ce soir d'Amir - / Dégaine d'Aya Nakamura feat. Damso - Coup de vieux de Bigflo & Oli feat. Julien Doré - Cœur de Clara Luciani - Mon cœur de Izïa - Outété de Keen'V - Eva de Kendji Girac - La Quête de Orelsan - La Recette de Slimane - Suavemente de Soolking - Venga Mi de Soprano feat. Gradur                                           | Camille Combal                     |
| Chanson internationale de l'année          | Harry Styles    | Harry Styles    | Harry Styles    | As It Was de Harry Styles                       | - Envolver d'Anitta - / Don't You Worry de Black Eyed Peas feat. Shakira et David Guetta - / Bam Bam de Camila Cabello feat. Ed Sheeran - / I'm Good (Blue) de David Guetta feat. Bebe Rexha - Abcdefu de Gayle - Bones de Imagine Dragons - Calm Down de Rema                                                                                    | Pierre de Maere                    |
| Clip francophone de l’année                | Bigflo et Oli   | Bigflo et Oli   | Bigflo et Oli   | Coup de vieux de Bigflo & Oli feat. Julien Doré | - Tout savoir d'Adé - / Démons d'Angèle feat. Damso - La Quête de Orelsan - / Mon Amour de Stromae feat. Camila Cabello - Péon de Vald feat. Orelsan | Ofenbach                           |
| Clip international de l’année              | Harry Styles    | Harry Styles    | Harry Styles    | As It Was de Harry Styles                       | - / Don't You Worry de Black Eyed Peas feat. Shakira et David Guetta - Pink Venom de Blackpink - / Let Somebody Go de Coldplay feat. Selena Gomez - Forget Me de Lewis Capaldi - About Damn Time de Lizzo | Non remis au cours de la cérémonie |
| Collaboration francophone de l'année       | Bigflo et Oli   | Bigflo et Oli   | Bigflo et Oli   | Coup de vieux de Bigflo & Oli feat. Julien Doré | - / Démons d'Angèle feat. Damso - / Toko Toko de Dadju et Ronisia - Ensemble de Orelsan et Skread - Venga Mi de Soprano et Gradur - / Fade Up de Zeg P feat. Hamza & SCH | Kendji Girac                       |
| Collaboration internationale de l'année    |                 | Ed Sheeran      | Ed Sheeran      | / Bam Bam de Camila Cabello feat. Ed Sheeran    | - / Don't You Worry de Black Eyed Peas feat. Shakira et David Guetta - / Hold Me Closer de Elton John et Britney Spears - / Peru de Fireboy DML feat. Ed Sheeran - / Calm Down de Rema feat. Selena Gomez - / La Fama de Rosalía feat. The Weeknd                                                                                                 | Non remis au cours de la cérémonie |
| Social Hit                                 |                 |                 |                 | Tout va bien d'Alonzo feat. Ninho et Naps       | - Doja de Central Cee - Emiliana de CKay - Comme d'hab de DJ Kayz feat Naza et KeBlack - Middle Of The Night de Elley Duhé - / Jiggle Jiggle de Jason Derulo feat. Duke & Jones et Louis Theroux et Amelia Dimz - Friendships de Pascal Letoublon - / 1,2,3 de Sofia Reyes et De La Ghetto feat. Jason Derulo - / Balader de Soolking feat. Niska | Cauet & Ciryl Gane                 |
| Reprise / adaptation                       | Soolking        | Soolking        | Soolking        | Suavemente de Soolking                          | - / On va yeke de Black M - / Running Up that Hill de Boris Way et Kate Bush - / I'm Good (Blue) de David Guetta feat. Bebe Rexha - Super Freaky Girl de Nicki Minaj - Maniac de Sound Of Legend - Tissues de Yungblud | Soprano & Just Riadh               |
| Tournée francophone de l'année             | Orelsan         | Orelsan         | Orelsan         | Orelsan                                         | - Clara Luciani - Grand Corps Malade - Indochine - Julien Doré - Juliette Armanet - Soprano | Izïa                               |
| DJ de l'année                              | David Guetta    | David Guetta    | David Guetta    | David Guetta                                    | - Boris Way - Calvin Harris - Feder - Kungs - Ofenbach - The Avener | Cerrone et Mentissa                |
| Award d'honneur                            | Renaud          | Renaud          | Renaud          | Renaud                                          | Aucun | Louane                             |
| Award d'honneur                            | Jenifer         | Jenifer         | Jenifer         | Jenifer                                         | Aucun | M. Pokora                          |

## Diffusion et audience
La cérémonie a été retransmise sur TF1, le 18 novembre 2022, entre 21 h 10 et 1 h.
Entre 21 h 14 et 22 h 43, le programme réunit 3 544 000 téléspectateurs, soit 17,6 % du public de quatre ans et plus et 34,7 % des FRDA - 50. Cela permet à la chaîne de se classer en première position des audiences, devant France 2 et France 3. Sur un an, la cérémonie est en baisse de 0,7 point de PDA et réalise son score le plus faible en 22 ans. À noter que c’est la première fois que l’émission est diffusée un vendredi.
Entre 22 h 52 et 0 h 59, l'émission a capté 2 330 000 téléspectateurs, soit près de 25 % des quatre ans et plus et près de 40 % des FRDA - 50.